# Clubiona kunashirensis
Clubiona kunashirensis là một loài nhện trong họ Clubionidae.
Loài này thuộc chi Clubiona. Clubiona kunashirensis được miêu tả năm 1990 bởi Mikhailov.